# Renaud Verley
Renaud Verley (Lilla, 9 novembre 1945) è un attore francese, fratello dell'attore Bernard Verley.

## Biografia
Tra le sue interpretazioni più note, quella del personaggio di Telemaco nello sceneggiato televisivo Odissea (1968), del patriota Angelo Targhini nel film Nell'anno del Signore (1969) di Luigi Magni di Günther von Essenbeck nel film La caduta degli dei (1969) di Luchino Visconti, e di Davide Ausieri nel film Il caso "Venere privata" (1970) di Yves Boisset.

## Filmografia

### Cinema
- Colpo grosso a Parigi (Cent briques et des tuiles), regia di Pierre Grimblat (1965)
- Amori di una calda estate (Los pianos mecánicos), regia di Juan Antonio Bardem (1965)
- Una lezione particolare (La Leçon particulière), regia di Michel Boisrond (1968)
- Katmandu (Les Chemins de Katmandou), regia di André Cayatte (1969)
- La caduta degli dei, regia di Luchino Visconti (1969)
- Nell'anno del Signore, regia di Luigi Magni (1969)
- Il caso "Venere privata" (Cran d'arrêt), regia di Yves Boisset (1970)
- Due occhi pieni di sole (Du soleil plein les yeux), regia di Michel Boisrond (1970)
- Saffo (Sapho ou La fureur d'aimer), regia di Georges Farrel (1971)
- Ai futatabi, regia di Kon Ichikawa (1971)
- L'ingénu, regia di Norbert Carbonnaux (1972)
- Koi no natsu, regia di Hideo Onchi (1972)
- Peccato mortale (No encontré rosas para mi madre), regia di Franciso Rovira Beleta (1972)
- A due passi da... l'inferno (La campana del infierno), regia di Claudio Guerín e Juan Antonio Bardem (non accreditato) (1973)
- Una partita a tre (La chica del Molino Rojo), regia di Eugenio Martín (1973)
- La polizia indaga: siamo tutti sospettati (Les Suspects), regia di Michel Wyn (1974)
- Un escargot dans la tête, regia di Jean-Étienne Siry (1980)
- Une robe noire pour un tueur, regia di José Giovanni (1981)

### Televisione
- Le théâtre de la jeunesse – serie TV, 1 episodio (1965)
- Le trompette de la Bérésina – serie TV, 1 episodio (1966)
- Le roi cerf, regia di André Barsacq – film TV (1967)
- Odissea, regia di Franco Rossi, Mario Bava e Piero Schivazappa – miniserie TV, 6 episodi (1968)
- La vie des autres – serie TV, 1 episodio (1981)
- Madame S.O.S. – serie TV (1982)
- Les amours romantiques – serie TV, 1 episodio (1983)
- Il sangue degli altri (Le Sang des autres), regia di Claude Chabrol – film TV (1984)
- L'enfant du secret, regia di Josée Dayan – film TV (1996)
- Il commissario Cordier (Les Cordier, juge et flic) – serie TV, 1 episodio (1997)
- Il commissario Maigret (Maigret) – serie TV, 1 episodio (1998)
- Le bleu de l'océan, regia di Didier Albert – miniserie TV, 1 episodio (2003)

## Doppiatori italiani
- Massimo Turci in Nell'anno del Signore, Il caso "Venere privata"
- Gino La Monica in L'Odissea